# 구로이시 다카야
구로이시 다카야(일본어: 黒石 貴哉, 1997년 2월 24일~)는 일본의 축구 선수이다.

## 구단 경력
그는 2019년 일본 풋볼 리그의 MIO 비와코 시가에 입단했다. 2020년 J3리그의 반라우레 하치노헤로 이적했다. 2021년까지 45경기에 출전하여, 3득점을 넣었다. 2021년 8월 J2리그의 미토 홀리호크로 이적했다. 2023년까지 48경기에 출전. 2024년 J3리그의 AC 나가노 파르세이루로 이적했다. 2025년 J2리그의 에히메 FC로 이적했다.